# 257
257 (CCLVII na numeração romana) foi um ano comum do século III do Calendário Juliano, da Era de Cristo, a sua letra dominical foi B (53 semanas), teve início a uma quinta-feira e terminou também a uma quinta-feira.
| Ano completo                        |
| ----------------------------------- |
| Ano comum com início à quinta-feira |

## Eventos
- 30 de Agosto - É eleito o Papa Sisto II, 24º papa, que sucedeu ao Papa Estêvão I.

## Mortes
- 2 de Agosto - Papa Estêvão I, 23º papa.
- Saturnino de Tolosa - santo cristão, primeiro bispo de Tolosa.